# Patrick Auracher
Patrick Auracher (* 4. Januar 1990 in Stuttgart) ist ein deutscher Fußballspieler.

## Karriere
In seiner Jugend spielte Auracher für den ASV Botnang, im Jahr 2004 wechselte er zu den Stuttgarter Kickers. Dort bestritt er bereits während seiner Juniorenzeit Spiele für die zweite Mannschaft des Vereins in der Oberliga Baden-Württemberg. In der Saison 2009/10 rückte der Abwehrspieler in die erste Mannschaft auf und stieg in seiner dritten Saison im Kader der ersten Mannschaft in die 3. Liga auf. Seinen ersten Profieinsatz hatte er am 4. August 2012, als er im Auswärtsspiel gegen den 1. FC Heidenheim eingewechselt wurde.
Nachdem sein zur Drittliga-Saison 2014/15 auslaufender Vertrag in Stuttgart nicht verlängert worden war, wechselte er im September 2014 zu Holstein Kiel, wo er einen Einjahresvertrag unterschrieb. Mit seiner Verpflichtung reagierte der Verein auf den längerfristigen Ausfall des verletzten Marcel Gebers. Im Sommer 2015 wechselte Auracher zum Regionalligisten VfR Wormatia Worms.
Im Sommer 2018 kehrte Auracher zu den Stuttgarter Kickers zurück, die gerade in die fünftklassige Oberliga abgestiegen waren.
Im November 2019 absolvierte er sein insgesamt 150. Spiel für die Stuttgarter Kickers.